# Radoul
Radoul (ukrainien : Радуль, russe : Радуль) est une commune urbaine de l'oblast de Tchernihiv, en Ukraine. Elle compte 464 habitants en 2021.